# أنكلام
أنكلام (بالألمانية: Anklam) هي بلدة ألمانية تقع في ألمانيا في مكلنبورغ فوربومرن. يقدر عدد سكانها بـ 13,737 نسمة.

## المدن التوأمة
مدينة Burlöv Municipality هي مدينة توأمة لـآنكلام.

## أعلام
- ديكسون
- غوستاف ليلينتال
- غونتر شابوفسكي
- ماتياس شفيغوفر
- كريستيان أندرياس فون كوثينيوس